# Plectrocnemia tochimotoi
Plectrocnemia tochimotoi là một loài Trichoptera trong họ Polycentropodidae. Chúng phân bố ở miền Cổ bắc.